# Blaasspoeling
Een blaasspoeling is het om medische redenen spoelen van de urineblaas via een reeds ingebrachte blaas- of suprapubischkatheter.

## Indicaties
- Blaasretentie
- Toedienen van Cytostatica bij tumoren in de blaas.
- Stolsel in de katheter
- Terugkomende Blaasontsteking

## Vormen

### Open of gesloten
Bij de open blaasspoeling moet de katheterzak van de blaaskatheter losgekoppeld worden, waarna de katheter op de blaasspoeling aangesloten kan worden. Bij een gesloten spoeling kan de blaasspoeling op een derde ingang van de blaaskatheter aangesloten worden zonder dat de katheterzak losgekoppeld hoeft te worden.

### Actief of passief
Bij actieve blaasspoeling wordt de vloeistof met kracht de blaas ingespoten en weer opgezogen. Passieve blaasspoeling is het tegenovergestelde van de actieve vorm en werkt hetzelfde als een infuus. De blaasspoeling wordt opgehangen aan bijvoorbeeld een infuuspaal, waarna de vloeistof er gemiddeld een paar uur over doet om in te lopen. Bij passieve blaasspoeling wordt meestal een gesloten systeem gebruikt om een volle blaas te voorkomen en omdat de hulpverlener die de spoeling toedient anders heel lang bij de patiënt moet gaan staan. Bij passief spoelen is er meestal een afgesproken inwerktijd.